# Richard Chamberlain
George Richard Chamberlain (31. března 1934, Beverly Hills, Kalifornie, USA – 29. března 2025, Waimānalo, Havaj) byl americký herec, který byl v 60. letech dívčím idolem v titulní roli televizního seriálu Dr. Kildare (1961–1966).

## Herecká kariéra
Jeho otec pracoval jako obchodní cestující. Kromě tohoto zaměstnání také sloužil jako jeden z mluvčích v americké asociaci anonymních alkoholiků. Richard po ukončení středoškolských studií vystudoval v Kalifornii univerzitu Pomona. Zde navštěvoval přednášky společně s Lindou Evans, známou z televizní ságy Dynastie. Po studiích zaměřil svůj zájem o divadlo. Podílel se na založení jedné divadelní společnosti.
V televizi se začal objevovat od padesátých let. Zůstal ovšem věrný i divadlu. Na jevišti na Broadwayi se objevil v několika muzikálech, například v obnovené premiéře slavné My Fair Lady. Koncem šedesátých let se přestěhoval do Anglie, kde se opět věnoval divadlu. V Birminghamském divadle ztvárnil Hamleta – jako první Američan hrající v Anglii tuto roli od konce dvacátých let.
K jeho nejznámějším rolím patří účinkování v televizních minisériích Šógun (v Česku také známá jako Zajatec japonských ostrovů) a Ptáci v trní a ve filmech Tři mušketýři, Čtyři mušketýři, Návrat mušketýrů, Muž se železnou maskou, Hrabě Monte-Christo, Agent beze jména a podobných.

## Osobní život
V roce 1989 přišel francouzský časopis Nous Deux s odhalením jeho homosexuality, ale on sám se k ní přihlásil až v roce 2003 ve své autobiografii Shattered Love s tím, že ji během své herecké kariéry skrýval v obavě ze ztráty rolí.
Se svým partnerem žil na Havajských ostrovech. V roce 2010 se rozešli. Podle přátel byl velmi senzitivním člověkem a měl rád přírodu. Má hvězdu na Hollywoodském chodníku slávy.